# Lucienne Schnegg
Pour les articles homonymes, voir Schnegg.

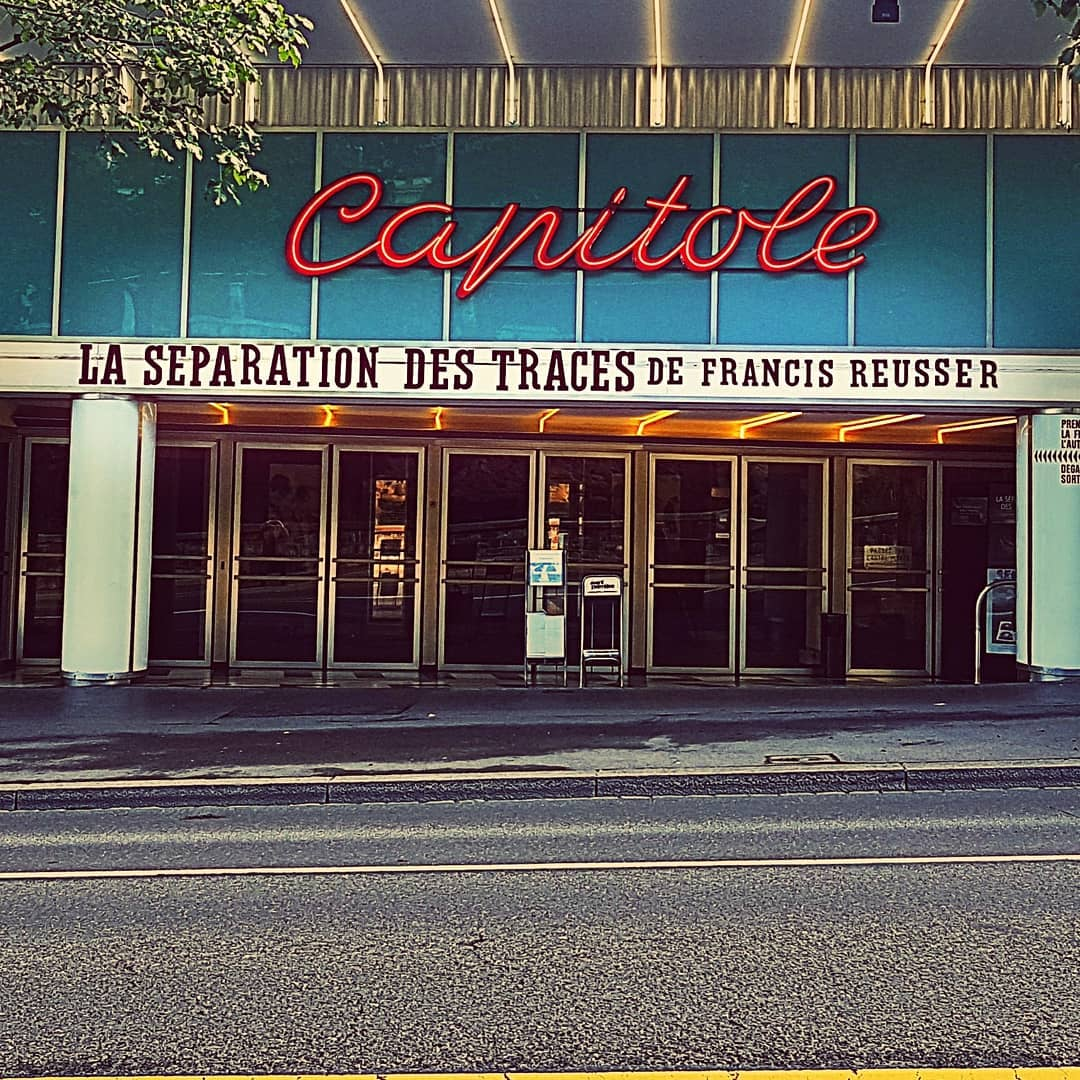
Le cinéma Capitole.

Lucienne Schnegg, née le 27 janvier 1925 à Tavannes et décédée le 7 mai 2015 à Lausanne, est une exploitante de salle de cinéma et la propriétaire-directrice du cinéma Capitole à Lausanne.

## Biographie
Lucienne Schnegg commence à travailler au cinéma Capitole le 1er août 1949. Initialement engagée en tant que secrétaire, elle finit par devenir l'âme du cinéma en assumant, entre autres, les rôles de caissière, femme de ménage, directrice et vendeuse de glaces. En 1955, elle reprend de Jean Sommer la direction du cinéma et en 1996 en devient propriétaire.
Elle assure l'exploitation du lieu jusqu'en 2010, en se battant pour l'indépendance de son cinéma. Puis c'est la Ville de Lausanne qui le rachète pour le consacrer aux activités de la Cinémathèque suisse.
Jacqueline Veuve réalise en 2008 un film dédié à Schnegg titré La Petite Dame du Capitole, riche en extraits de films, affiches et photographies capables de reparcourir une époque glorieuse du cinéma lausannois. À l'âge de 80 ans, Lucienne Schnegg recouvre encore le rôle de directrice du cinéma.
En novembre 2008, lors de la cérémonie de remise des Romandie Hip-Hop R&B Awards au Capitole, Lucienne Schnegg reçoit un trophée d'honneur remis par l'organisateur de l'événement.
Le 7 mai 2015, Lucienne Schnegg décède à l'âge de 90 ans, après avoir été une figure de la cinéphilie vaudoise durant 50 ans. La municipalité de Lausanne salue officiellement son engagement en faveur du cinéma : « Incontestablement, la passion dont elle a fait preuve en faveur de "son" Capitole a joué un rôle déterminant pour la sauvegarde de la salle ».
En février 2024, en hommage à Lucienne Schnegg, son nom est donné à la nouvelle petite salle de 140 places construite sous la salle historique, et en octobre de la même année, la ville de Lausanne annonce dans sa récente politique de féminisation de rues, parcs et jardins, que son nom est donné à la partie de la promenade Derrière-Bourg qui longe l’avenue du Théâtre.